# الشعيبة (الجزائر)
الشعيبة هي إحدى البلديات التابعة لدائرة القليعة وولاية تيبازة تقع على بعد 35 كم عن العاصمة الجزائر.
يحدها شرقا بلدية القليعة وشمالا بلدية فوكة وبلدية بواسماعيل وتحدها غربا بلدية خميستي وبلدية حطاطبة وجنوبا بلدية واد العلايق ولاية البليدة. تعتبر بلدية فلاحية وأهم منتوج فلاحي فيها هو العنب.